# Kunia priepasť
Kunia priepasť (pol. Kunia Przepaść) – jaskinia krasowa na terenie Krasu Słowacko-Węgierskiego, w Wewnętrznych Karpatach Zachodnich na Słowacji. Do czasu odkrycia i zbadania jaskini Skalistý potok najgłębsza jaskinia Krasu Słowackiego (–203 m).

## Położenie
Jaskinia znajduje się na południowym skraju Płaskowyżu Jasowskiego (słow. Jasovská planina), ok. 3 km na północ od wsi Turňa nad Bodvou, na terenie katastralnym wsi Háj. Jej skrajnie ciasny otwór wylotowy znajduje się tuż ponad rozwidleniem piątego (licząc od wsi Háj) żlebu w zboczach płaskowyżu, na wysokości 405 m n.p.m.

## Geologia i morfologia
Jaskinia jest częścią większego systemu jaskiniowego: podziemnym ciekiem połączona jest z jaskinią Skalistý potok, która znajduje się nieco dalej w kierunku południowo-wschodnim. Przepływające przez nią wody wypływają w wywierzysku Vinica i płyną dalej jako Skalný potok (prawobrzeżny dopływ potoku Drienovec).
Jaskinia, która wypreparowana została w wapieniach typu wettersteinskiego, posiada rozwinięcie horyzontalno-wertykalne. Górna jej część ma charakter korozyjny, dolna natomiast fluwiokrasowy. W części wstępnej tworzy ją stosunkowo jednolita studnia, opadająca na tzw. "stare" dno. Za nią następuje seria krótszych studni. Na głębokości nieco ponad 100 m znajduje się głęboka na 40 m Veľkonočná studňa, pod nią na głębokości 150 m leży syfon, którym dopływa do jaskini obecny tok wodny. Tok ten aktywnym rzeczyskiem opada ku końcowemu syfonowi, którym kieruje się do jaskini Skalistý potok.
Długość jaskini wynosi aktualnie (1 marca 2016 r.) 933 m, głębokość 203 m. We wnętrzu występuje urozmaicona szata naciekowa, w tym wysoki na 23 m naciekowy „wodospad”. Szczególnie godne uwagi są podziemne jeziorka.

## Historia poznania
Kunią Przepaść odkryto w 1947 r. Jest ona jednak jedną z najpóźniej zbadanych jaskiń Krasu Słowackiego. Jej penetrację, zwieńczoną osiągnięciem końcowego syfonu na głębokości –203 m, przeprowadzono dopiero w roku 1986. Nie jest udostępniona do zwiedzania.

## Ochrona jaskini
W 1995 r. Kunią Przepaść wpisano wraz z innymi jaskiniami i przepaściami Krasu Słowacko-Węgierskiego na listę Światowego Dziedzictwa UNESCO. Od 1996 r. jaskinia jest chroniona jako narodowy pomnik przyrody (słow. Národná prírodná pamiatka Kunia priepasť). Znajduje się na terenie Parku Narodowego Kras Słowacki.